# Ципордей
Ципордей (рум. Ţipordei) — село в Флорештском районе Молдавии. Наряду с селом Нижние Кугурешты входит в состав коммуны Нижние Кугурешты.

## География
Село расположено на высоте 189 метров над уровнем моря.

## Население
По данным переписи населения 2004 года, в селе Ципордей проживает 464 человека (226 мужчин, 238 женщин).
Этнический состав села:
| Национальность | Число жителей | Процентный состав |
| -------------- | ------------- | ----------------- |
| молдаване      | 462           | 99,57             |
| русские        | 2             | 0,43              |
| Всего          | 464           | 100 %             |